# Paul Madeley
Paul Edward Madeley, född 20 september 1944 i Beeston i Leeds, död 23 juli 2018, var en engelsk professionell fotbollsspelare. 
Han var framgångsrik försvars- och mittfältspelare i Leeds United under lagets storhetstid från mitten av 1960-talet till slutet av 1970-talet. Han var en kompletteringsspelare som under sin tid i Leeds spelade på samtliga positioner utom målvakt, en mångsidighet som var särskilt dyrbar då reglerna på denna tid endast tillät ett byte. Leeds Uniteds legendariske manager Don Revie brukade kalla Madeley för hans "Rolls-Royce" som en anspelning på spelarens kvalitet. Under sin 17 år långa karriär från 1963 till 1980 spelade han enbart för en och samma klubb, Leeds, som han representerade i sammanlagt 724 matcher.
Madeley spelade dessutom i engelska landslaget 24 gånger mellan 1971 och 1977.